# Stare Wierchy
Stare Wierchy (971 m) – szczyt w Gorcach. Znajduje się w głównym grzbiecie odchodzącym od Turbacza na zachód, na polanie Krauska na obrzeżach enklawy Gorczańskiego Parku Narodowego. Na polanie tej znajduje się także schronisko PTTK na Starych Wierchach. Po zachodniej stronie polany znajduje się kulminacja o wysokości 969 m, po wschodniej szczyt Groniki (1027 m).
Dawniej przez polanę Stare Wierchy prowadziła kołowa droga ze Szczyrzyca przez Mszanę Dolną, Porębę Wielką, Obidową i Klikuszową do Nowego Targu. Był to fragment drogi z Krakowa na Węgry, cała droga nosiła nazwę Drogi Królewskiej. O drodze tej wspominają dokumenty z 1255 r. Za przejazd nią pobierano myto. Dla podróżnych działała na Starych Wierchach karczma, często była ona odwiedzana przez zbójników. Według podań ludowych właściciela karczmy „chłopcy zza bucka” (jak nazywano zbójników) związali łańcuchem i utopili w potoku. Rozległa polana jeszcze w 2008 była użytkowana rolniczo.
Z polany widoki na Tatry i Babią Górę. Wznosząca się na środku polany kulminacja Stare Wierchy to zupełnie niewybitne wypiętrzenie w grzbiecie, ma jednak znaczenie topograficzne – jest zwornikiem. Grzbiet Turbacza rozgałęzia się tutaj na dwa grzbiety:
- grzbiet północno-zachodni biegnący do Rabki-Zdroju,
- grzbiet południowo-zachodni, biegnący do Przełęczy Sieniawskiej. Najbliższym Krauski szczytem jest w nim szczyt Jaworzyna[1].

Na Starych Wierchach graniczą z sobą trzy miejscowości: Ponice i Obidowa w powiecie nowotarskim oraz Poręba Wielka w powiecie limanowskim.

## Szlaki turystyki pieszej
Na polanie znajduje się duże skrzyżowanie szlaków turystycznych.
 Rabka-Zdrój – Maciejowa – Przysłop – Wierchowa – Bardo – Pośrednie – Stare Wierchy. Czas przejścia 2:20 h, ↓ 2:15 h
 Stare Wierchy – Groniki – Pudziska – Obidowiec – Rozdziele – Turbacz. Czas przejścia 2:15 h, ↓ 1:50 h.
 parking pod Kułakowym Wierchem – schronisko PTTK na Starych Wierchach. Odległość 5,4 km, suma podejść 200 m, suma zejść 50 m, czas przejścia 1 godz. 30 min, z powrotem 1 godz. 10 min.
 Nowy Targ-Kowaniec – Bukowina Obidowska – Obidowa – Stare Wierchy. Czas przejścia 2 h, ↓ 1:20 h.
 Koninki – Tobołów – Obidowiec – Groniki – Stare Wierchy. Czas przejścia 2:25 h, ↓ 1:40 h.

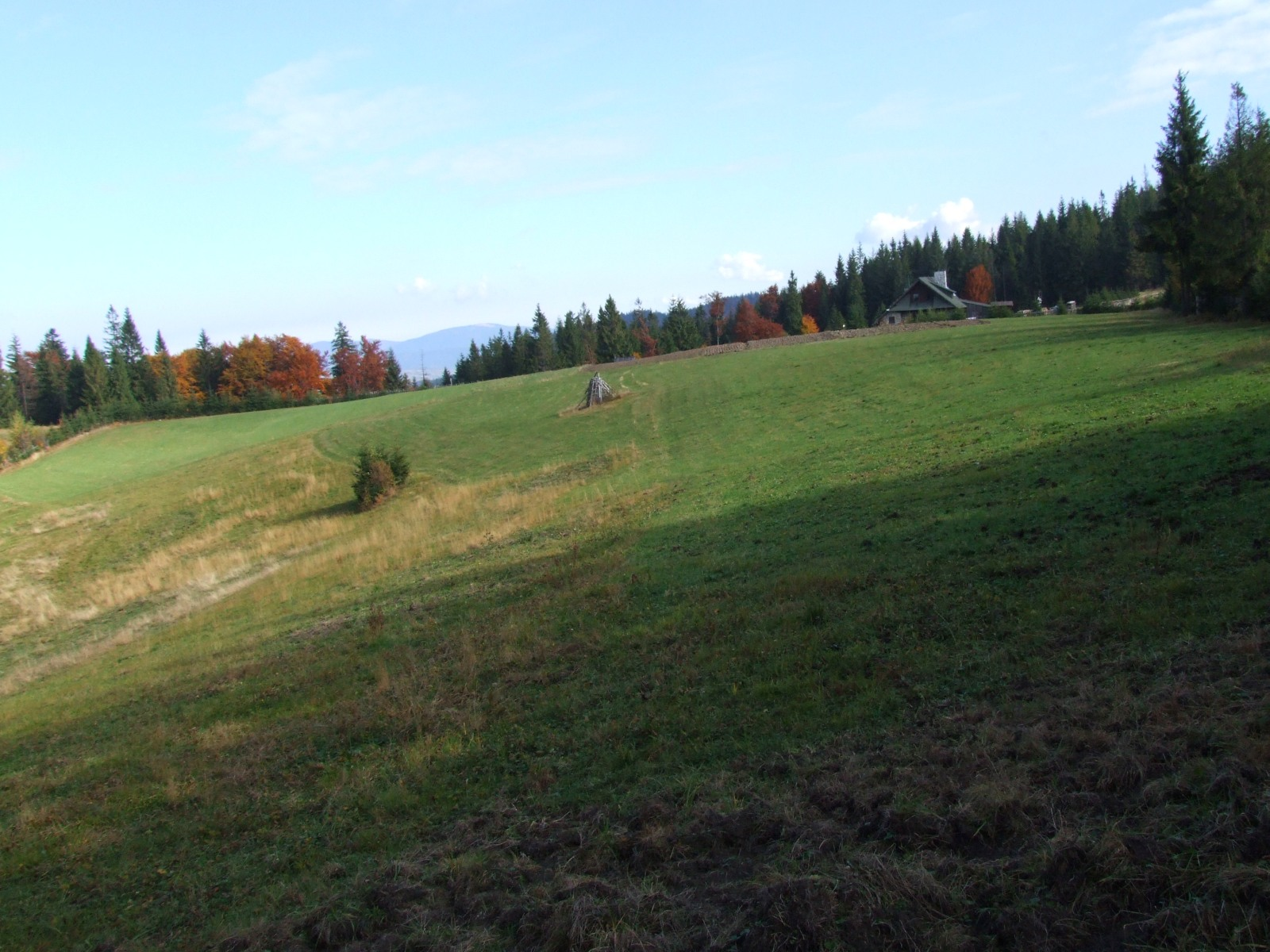
Polana Stare Wierchy